# Lucas Miedler
Lucas Miedler (* 21. června 1996 Tulln, Dolní Rakousy) je rakouský profesionální tenista. Ve své dosavadní kariéře na okruhu ATP Tour vyhrál sedm deblových turnajů. Na challengerech ATP a okruhu ITF získal deset titulů ve dvouhře a třicet osm ve čtyřhře.
Na žebříčku ATP byl ve dvouhře nejvýše klasifikován v říjnu 2018 na 201. místě a ve čtyřhře v květnu 2023 na 33. místě. Trénuje ho Wolfgang Thiem.
V rakouském daviscupovém týmu debutoval v roce 2022 soulským kvalifikačním kolem proti Jižní Koreji, v němž s Erlerem prohráli čtyřhru. Rakušané odešli poražení 1:3 na zápasy. Do listopadu 2024 v soutěži nastoupil k šesti mezistátním utkáním s bilancí 1–0 ve dvouhře a 5–1 ve čtyřhře.

## Tenisová kariéra
V juniorském tenise vyhrál čtyřhru Australian Open 2014, v níž startoval s australským obhájcem trofeje Bradleym Mousleym. Ve finále přehráli třetí nasazené Francouze Quentina Halyse a Johana-Sebastiena Tatlota. Jako poražený finalista skončil v juniorském deblu Australian Open 2013 s Němcem Maximilianem Martererem a na French Open 2014 po boku Australana Akiry Santillana.
Na okruhu ATP Tour debutoval říjnovým Erste Bank Open 2015 ve Vídni, kde obdržel divokou kartu do kvalifikace. V jejím závěrečném kole přehrál Němce Michaela Berrera a ukončil sérii tří kvalifikačních vyřazení na vídeňském turnaji v letech 2012 a 2013 a na Kitzbühel Open 2015. Na úvod dvouhry však podlehl stému sedmnáctému hráči žebříčku Ernestsu Gulbisovi z Lotyška.
Premiérové finále na túře ATP proměnil v titul, když do deblové soutěže Generali Open Kitzbühel 2021 nastoupil s krajanem Alexandrem Erlerem opět na divokou kartu. Ve finále zdolali česko-nizozemské turnajové dvojky Romana Jebavého s Matwé Middelkoopem po zvládnutých koncovkách obou setů. S Erlerem odehrál na okruhu první společný turnaj, jímž začala dlouhodobá spolupráce. Následně triumfovali na události z kategorie ATP 500, říjnovém Erste Bank Open ve Vídni. V souboji o titul je nezastavila mexicko-argentinská dvojice Santiago González a Andrés Molteni. V sezóně 2022 tím navázali na čtyři challengerové tituly. Třetí triumf dosáhli na acapulském Abierto Mexicano Telcel 2023 opět v úrovni ATP 500. V závěrečném duelu porazili americké deblisty Nathaniela Lammonse s Jacksonem Withrowem po zisku obou tiebreaků. První trofej mimo Rakousko oba posunula na nová kariérní maxima, Miedler po skončení figuroval na 43. a Erler na 42. příčce deblového žebříčku.
Na grandslamu debutoval v mužském deblu Australian Open 2023, kde s Erlerem na úvod vyřadili desáté nasazené Rohana Bopannu s Matthewem Ebdenem. Ve druhé fázi však nenašli recept na česko-slovenské spoluhráče, Jiřího Lehečku s Alexem Molčanem. Do série Masters premiérově zasáhl po boku Brita Camerona Norrieho na březnovém BNP Paribas Open 2023 v Indian Wells, kde po výhře nad Zielińskim s Nysem ze soutěže odstoupili pro únavu Norrieho. Na navazujících Miami Open 2023, Mutua Madrid Open 2023 a Internazionali BNL d'Italia 2023 z téže kategorie již startoval opět s Erlerem. Pokaždé ale vypadli v úvodním kole. Čtvrtou kariérní trofej pak vybojovali na mnichovském BMW Open 2023, když ve finále přehráli německé turnajové jedničky Kevina Krawietze s Timem Pützem ve dvou setech. Druhý titul z jediného turnaje si poprvé odvezli z Generali Open Kitzbühel 2023. Na antukové události pod Alpami triumfovali znovu po dvou letech díky závěrečné výhře nad čtvrtými nasazenými, Ekvádorcem Gonzalem Escobarem a Kazachstáncem Oleksandrem Nedověsovem.

## Finále na okruhu ATP Tour

### Čtyřhra: 10 (7–3)
| Legenda                   |
| ------------------------- |
| Grand Slam (0)            |
| Turnaj mistrů (0)         |
| ATP Tour Masters 1000 (0) |
| ATP Tour 500 (3–1)        |
| ATP Tour 250 (4–2)        |

| Stav      | č. | datum         | turnaj                   | kategorie | povrch    | spoluhráč       | soupeři ve finále                   | výsledek            |
| --------- | -- | ------------- | ------------------------ | --------- | --------- | --------------- | ----------------------------------- | ------------------- |
| Vítěz     | 1. | červenec 2021 | Kitzbühel, Rakousko      | ATP 250   | antuka    | Alexander Erler | Roman Jebavý Matwé Middelkoop       | 7–5, 7–6(7–5)       |
| Vítěz     | 2. | říjen 2022    | Vídeň, Rakousko          | ATP 500   | tvrdý (h) | Alexander Erler | Santiago González Andrés Molteni    | 6–3, 7–6(7–1)       |
| Vítěz     | 3. | březen 2023   | Acapulco, Mexiko         | ATP 500   | tvrdý     | Alexander Erler | Nathaniel Lammons Jackson Withrow   | 7–6(11–9), 7–6(7–3) |
| Finalista | 1. | duben 2023    | Marrákeš, Maroko         | ATP 250   | antuka    | Alexander Erler | Marcelo Demoliner Andrea Vavassori  | 4–6, 6–3, [10–12]   |
| Vítěz     | 4. | duben 2023    | Mnichov, Německo         | ATP 250   | antuka    | Alexander Erler | Kevin Krawietz Tim Pütz             | 6–3, 6–4            |
| Vítěz     | 5. | červenec 2023 | Kitzbühel, Rakousko (2)  | ATP 250   | antuka    | Alexander Erler | Gonzalo Escobar Oleksandr Nedověsov | 6–4, 6–4            |
| Finalista | 2. | únor 2024     | Rio de Janeiro, Brazílie | ATP 500   | antuka    | Alexander Erler | Nicolás Barrientos Rafael Matos     | 4–6, 3–6            |
| Finalista | 3. | duben 2024    | Marrákeš, Maroko         | ATP 250   | antuka    | Alexander Erler | Harri Heliövaara Henry Patten       | 6–3, 4–6, [4–10]    |
| Vítěz     | 6. | říjen 2024    | Antverpy, Belgie         | ATP 250   | tvrdý (h) | Alexander Erler | Robert Galloway Oleksandr Nedověsov | 6–4, 1–6, [10–8]    |
| Vítěz     | 7. | říjen 2024    | Vídeň, Rakousko (2)      | ATP 500   | tvrdý (h) | Alexander Erler | Neal Skupski Michael Venus          | 4–6, 6–3, [10–1]    |

## Tituly na challengerech ATP a okruhu ITF
| Legenda                |
| ---------------------- |
| Challengery (0 D; 8 Č) |
| ITF (10 D; 30 Č)       |

### Dvouhra (10 titulů)
| Č.  | datum         | turnaj                             | povrch    | poražený finalista    | výsledek      |
| --- | ------------- | ---------------------------------- | --------- | --------------------- | ------------- |
| 1.  | listopad 2015 | Stellenbosch, Jihoafrcká republika | tvrdý     | Lloyd Harris          | 7–6(7–4), 6–1 |
| 2.  | říjen 2016    | Oslo, Norsko                       | tvrdý (h) | Gianluigi Quinzi      | 6–2, 6–4      |
| 3.  | listopad 2016 | Nikósie, Kypr                      | tvrdý     | David Poljak          | 6–3, 6–3      |
| 4.  | duben 2017    | Dauhá, Katar                       | tvrdý     | Jonas Merckx          | 6–3, 6–3      |
| 5.  | únor 2018     | Šarm aš-Šajch, Egypt               | tvrdý     | Lloyd Harris          | 6–3, 0–6, 6–2 |
| 6.  | březen 2018   | Šarm aš-Šajch, Egypt               | tvrdý     | Karim-Mohamed Maamoun | 6–3, 6–4      |
| 7.  | duben 2018    | Šarm aš-Šajch, Egypt               | tvrdý     | Teimuraz Gabašvili    | 6–3, 7–5      |
| 8.  | červen 2018   | Palma del Río, Španělsko           | tvrdý     | Viktor Durasovic      | 6–2, 7–6(8–6) |
| 9.  | srpen 2020    | Anif, Rakousko                     | antuka    | Peter Heller          | 6–1, 7–5      |
| 10. | březen 2021   | Šarm aš-Šajch, Egypt               | tvrdý     | Makoto Oči            | 6–3, 7–6(7–3) |

### Čtyřhra (38 titulů)
| Č.  | datum         | turnaj                              | povrch    | spoluhráč                | poražení finalisté                         | výsledek               |
| --- | ------------- | ----------------------------------- | --------- | ------------------------ | ------------------------------------------ | ---------------------- |
| 1.  | listopad 2014 | Antalya, Turecko                    | tvrdý     | Tristan-Samuel Weissborn | Antoine Bellier Adrian Bodmer              | 7–5, 6–1               |
| 2.  | leden 2015    | Antalya, Turecko                    | tvrdý     | Maximilian Neuchrist     | Li Če Ruan Roelofse                        | 6–4, 6–4               |
| 3.  | březen 2015   | Šarm aš-Šajch, Egypt                | tvrdý     | Maximilian Neuchrist     | Dmytro Badanov Dmitrij Surčenko            | 6–1, 6–2               |
| 4.  | květen 2015   | Antalya, Turecko                    | tvrdý     | Maximilian Neuchrist     | Antoine Bellier Hugo Nys                   | 4–6, 6–3, [10–7]       |
| 5.  | květen 2015   | Antalya, Turecko                    | tvrdý     | Maximilian Neuchrist     | Benjamin Bonzi Fabien Reboul               | 6–2, 6–3               |
| 6.  | červenec 2015 | Ústí nad Orlicí, Česko              | antuka    | Maximilian Neuchrist     | Paweł Ciaś Adam Majchrowicz                | 7–6(7–3), 6–4          |
| 7.  | červenec 2015 | Kramsach, Rakousko                  | antuka    | Maximilian Neuchrist     | Federico Coria Cristóbal Saavedra Corvalán | 4–6, 6–2, [10–8]       |
| 8.  | červenec 2015 | Bad Waltersdorf, Rakousko           | antuka    | Tom Kočevar-Dešman       | Philip Lang Sebastian Ofner                | 6–2, 6–2               |
| 9.  | srpen 2015    | Innsbruck, Rakousko                 | antuka    | Pascal Brunner           | Lukas Jastraunig Philip Lang               | 6–2, 6–4               |
| 10. | srpen 2015    | Vogau, Rakousko                     | antuka    | Luca Margaroli           | Pascal Brunner Kirill Dmitrijev            | 7–6(7–4), 5–7, [10–5]  |
| 11. | srpen 2015    | Pörtschach, Rakousko                | antuka    | Kirill Dmitrijev         | Kevin Krawietz Luca Margaroli              | 6–2, 7–5               |
| 12. | září 2015     | St. Pölten, Rakousko                | antuka    | Tristan-Samuel Weissborn | Pascal Brunner Dennis Novak                | 6–3, 6–3               |
| 13. | listopad 2015 | Stellenbosch, Jihoafrická republika | tvrdý     | Pascal Brunner           | Chris Haggard Tyler Hochwalt               | 6–3, 6–2               |
| 14. | listopad 2015 | Stellenbosch, Jihoafrická republika | tvrdý     | Pascal Brunner           | Peter Goldsteiner Quentin Robert           | 6–4, 6–2               |
| 15. | březen 2016   | Ramat ha-Šaron, Izrael              | tvrdý     | Gianluigi Quinzi         | Aleksandre Metreveli Volodymyr Užylovskyj  | 6–1, 4–6, [10–5]       |
| 16. | duben 2016    | Segedín, Maďarsko                   | antuka    | Gianluigi Quinzi         | Aljaž Radinski Tomislav Ternar             | 7–6(7–5), 6–2          |
| 17. | květen 2016   | Brčko, Bosna a Hercegovina          | antuka    | David Pichler            | Frank Dancevic Nebojša Perić               | 6–2, 4–6, [10–6]       |
| 18. | září 2016     | St. Pölten, Rakousko                | antuka    | Lenny Hampel             | Damon Gooch Gregor Ramskogler              | 6–3, 6–3               |
| 19. | září 2016     | Székesfehérvár, Maďarsko            | antuka    | Pascal Brunner           | Gábor Borsos Ádám Kellner                  | 6–3, 3–6, [10–1]       |
| 20. | říjen 2016    | Solin, Chorvatsko                   | antuka    | Pascal Brunner           | Filipp Kekerčeni David Pichler             | 6–2, 7–6(11–9)         |
| 21. | říjen 2016    | Bol, Chorvatsko                     | antuka    | Pascal Brunner           | Nik Razboršek Nino Serdarušić              | 6–2, 6–2               |
| 22. | říjen 2016    | Oslo, Norsko                        | tvrdý (h) | Viktor Durasovic         | David Norfeldt Robin Thour                 | 6–1, 6–1               |
| 23. | listopad 2016 | Lemesos, Kypr                       | tvrdý     | Pascal Brunner           | Oliver Hudson Keelan Oakley                | 6–4, 6–2               |
| 24. | prosinec 2016 | Larnaka, Kypr                       | tvrdý     | Maximilian Neuchrist     | Markos Kalovelonis Alexandre Müller        | 6–3, 1–6, [10–5]       |
| 25. | březen 2017   | Faro, Portugalsko                   | tvrdý     | James Marsalek           | Antoine Bellier Marat Děvjaťarov           | 5–7, 6–1, [10–6]       |
| 26. | červen 2017   | Hammámet, Tunisko                   | antuka    | Maximilian Neuchrist     | Florian Lakat Arthur Rinderknech           | 7–6(7–2), 5–7, [14–12] |
| 27. | březen 2018   | Šarm aš-Šajch, Egypt                | tvrdý     | Vladyslav Manafov        | Petr Hájek Igor Marcondes                  | 6–0, 6–2               |
| 28. | duben 2018    | Šarm aš-Šajch, Egypt                | tvrdý     | Peter Kobelt             | Igor Marcondes Vladyslav Orlov             | 7–6(7–5), 6–4          |
| 29. | duben 2018    | Šarm aš-Šajch, Egypt                | tvrdý     | Teimuraz Gabašvili       | Marat Děvjaťarov Vladyslav Manafov         | 6–4, 6–0               |
| 1.  | duben 2019    | León, Mexiko                        | tvrdý     | Sebastian Ofner          | Matt Reid John-Patrick Smith               | 4–6, 6–4, [10–6]       |
| 30. | listopad 2020 | Heráklion, Řecko                    | tvrdý     | Neil Oberleitner         | Gijs Brouwer Mick Veldheer                 | 6–4, 6–2               |
| 2.  | listopad 2021 | Helsinky, Finsko                    | tvrdý (h) | Alexander Erler          | Harri Heliövaara Jean-Julien Rojer         | 6–3, 7–6(7–2)          |
| 3.  | prosinec 2021 | Forlì, Itálie                       | tvrdý (h) | Alexander Erler          | Marco Bortolotti Sergio Martos Gornés      | 6-4, 6-2               |
| 4.  | duben 2022    | Ostrava, Česko                      | antuka    | Alexander Erler          | Hunter Reese Sem Verbeek                   | 7–6(7–5), 7–5          |
| 5.  | červenec 2022 | Tampere, Finsko                     | antuka    | Alexander Erler          | Karol Drzewiecki Patrik Niklas-Salminen    | 7–6(7–3), 6–1          |
| 6.  | srpen 2022    | Como, Itálie                        | antuka    | Alexander Erler          | Dustin Brown Julian Lenz                   | 6–1, 7–6(7–3)          |
| 7.  | září 2022     | Tulln an der Donau, Rakousko        | antuka    | Alexander Erler          | Zdeněk Kolář Denys Molčanov                | 6–3, 6–4               |
| 8.  | květen 2023   | Cagliari, Itálie                    | antuka    | Alexander Erler          | Máximo González Andrés Molteni             | 7–6(8–6), 6–3          |

## Finále na juniorském Grand Slamu

### Čtyřhra juniorů: 3 (1–2)
| Stav      | rok  | turnaj          | povrch | spoluhráč           | soupeři ve finále            | výsledek      |
| --------- | ---- | --------------- | ------ | ------------------- | ---------------------------- | ------------- |
| Finalista | 2013 | Australian Open | tvrdý  | Maximilian Marterer | Bradley Mousley Jay Andrijic | 3–6, 6–7(3–7) |
| Vítěz     | 2014 | Australian Open | tvrdý  | Bradley Mousley     | Quentin Halys Johan Tatlot   | 6–4, 6–3      |
| Finalista | 2014 | French Open     | antuka | Akira Santillan     | Benjamin Bonzi Quentin Halys | 3–6, 3–6      |